# Kulișivka, Nedrîhailiv
Kulișivka (în ucraineană Кулішівка) este localitatea de reședință a comunei Kulișivka din raionul Nedrîhailiv, regiunea Sumî, Ucraina.

## Demografie
Componența lingvistică a localității Kulișivka
     Ucraineană (99,42%)
     Alte limbi (0,58%)
Conform recensământului din 2001, majoritatea populației localității Kulișivka era vorbitoare de ucraineană (99,42%), existând în minoritate și vorbitori de alte limbi.